# Odkrywca (miesięcznik)
Odkrywca – polski miesięcznik popularnonaukowy o tematyce eksploracyjno-historycznej. Od numeru 9/10 2023 wydawany jest jako dwumiesięcznik. 

## Historia
Wydawany nieprzerwanie od czerwca 1998 roku. Pomysłodawcą i pierwszym wydawcą był Marek Dudziak. W pierwszych latach numery miały kilkanaście stron, w kolorze drukowano tylko okładki i jedną wkładkę, przeważały krótkie wiadomości, w tym o zbliżających się wydarzeniach związanych z tematyką eksploracyjną, odpowiedzi na listy czytelników oraz przedruki z Allegro ofert sprzedaży/kupna przedmiotów historycznych. Od roku 2000 wydawany jest przez Instytut Badań Historycznych, od 2001 przez Instytut Badań Historycznych i Krajoznawczych Sp. z o.o. z siedzibą w Koninie, a redakcja znajduje się we Wrocławiu. Miesięcznik poza działalnością wydawniczą prowadzi samodzielne badania archiwalne i terenowe - od roku 2007-2008 posiada własną grupę eksploracyjną GEMO (Grupa Eksploracyjna Miesięcznika "Odkrywca"). 
W maju 2007 ukazał się 100. numer, we wrześniu 2015 roku numer 200., a w styczniu 2024 roku numer 300. Od września 2023 zmieniono cykl wydawniczy z miesięcznika na  dwumiesięcznik, jednocześnie zwiększając liczbę stron do 76. Nakład pisma w roku 2014 i w bezpośrednio go poprzedzających latach był stały i wynosił ponad 12 tys. egzemplarzy, podobną wielkość, 12 100 egz., deklarował wydawca w numerach rocznika 2021, 2023 i na początku 2024.

## Tematyka
Odkrywca jest pismem popularnonaukowym, specjalizującym się w tematyce historycznej, eksploracyjnej, poszukiwań skarbów i tajemnic historii.

## Redaktorzy naczelni
- Maria Wiatrowska[11]
- Joanna Lamparska
- Jarosław Antasik
- Izabela Kwiecińska (2005-2015)[12]
- Piotr Maszkowski (2015-2018)[13]
- Andrzej Daczkowski od 2018[14]

## Stali współpracownicy
Leszek Adamczewski (zmarł w 2022), Marek Dudziak, Janusz Skowroński, Tomasz Rzeczycki, Michał Banaś, Paweł Konczewski, Tomasz Bienek, do 2013 roku również Wojciech Stojak.

## Stałe działy
- Poszukiwania i odkrycia
- Kulisy historii
- Fortyfikacje
- Kolekcjonerstwo
- Księgarnia Odkrywcy